# Kanton Mende-1
 Mende-1 is een kanton van het Franse departement Lozère. Het kanton maakt deel uit van het arrondissement Mende. In 2021 telde het 6.216 inwoners.

Het kanton werd gevormd ingevolge het decreet van 25 februari 2014 , met uitwerking op 22 maart 2015, met  Mende als hoofdplaats.

## Gemeenten
Het kanton omvat enkel een deel van de gemeente  Mende, meer bepaald het deel ten noorden van de Lot.